# Новограбленов, Прокопий Трифонович
Прокопий Трифонович Новограбленов (14 [26] августа 1892, Петропавловский Порт, Приморская область — 4 января 1934, Дальневосточный край) — советский педагог, один из первых камчатских краеведов и исследователей вулканов и гейзеров. Бессменный руководитель камчатского музея и Краеведческого общества изучения Камчатки. В 1919—1922 годах принимал участие в политической жизни Камчатки, служил заместителем председателя Петропавловской городской Думы.

## Биография
В 1907—1910 годах матрос на шхуне «Котик» Камчатского торгово-промышленного общества.
Окончил учительские курсы при Петропавловском городском училище (1913) и Томский учительский институт (1918). Прокопий Трифонович стал первым коренным жителем, получившим диплом о высшем образовании.
С 1918 года по 1933 год педагог в Петропавловском высшем начальном училище, а затем в школе. Преподавал естествознание и английский язык.
В 1920 году организовал в городе кружок по изучению Камчатской области.
- 22 ноября 1922 года привлекался по «Думскому делу» и был арестован. В июле 1923 года приговорён к пяти годам условно, часть имущества конфискована.

В 1925 году П. Т. Новограбленов основал в Петропавловске Общество изучения Камчатки и тем самым положил начало более интенсивному её исследованию.
8 октября 1926 года кружок краеведов реорганизуется в Общество изучения Камчатки, которое приняло устав Русского географического общества. Председателем избрали П. Т. Новограбленова. Общество издало его специальную инструкцию «О наблюдении за землетрясениями и вулканами».
В 1927 году в Петропавловске члены Общества восстановили после десятилетнего бездействия сейсмическую станцию на Камчатке.
В 1927 году 10 мая на заседании краеведческого общества известный ученый Прокопий Новограбленов представил рукописи своих новых работ «Вулканы Камчатки» и «Горячие ключи Камчатки».
- 5 апреля 1933 года он был арестован по делу «Автономная Камчатка» («о контрреволюционной, шпионско-повстанческой и вредительской организации», руководителем которой объявили покойного В. К. Арсеньева[2]).

Расстрелян в январе 1934 года в Дальневосточном крае. Реабилитирован военным трибуналом ДВО СССР 27 апреля 1957 года.

## Память
Именем краеведа назван потухший вулкан Новограбленова на западном склоне Срединного хребта.
В 1995 году в Петропавловске-Камчатском учреждена ежегодная премия «За большой вклад в развитие системы образования Петропавловск-Камчатского городского округа» имени П. Т. Новограбленова, которая вручается лучшим педагогам Камчатки.
В честь ученого назван минерал, открытый в 2010-х при исследовании вулкана Толбачик.